# Arsala Rahmani
Arsala Rahmani; paschtunisch ارسلا رحماني‎; (* 1937; † 13. Mai 2012 in Kabul) war ein afghanischer Politiker und 1994/95 Premierminister seines Landes.

## Leben
Rahmani war Kommandeur der Mudschahedīn im Sowjetisch-Afghanischen Krieg. Während des Afghanischen Bürgerkriegs war er  1994/95 Premierminister. Später war er stellvertretender Bildungsminister und stellvertretender Vorsitzender der islamistischen Gruppierung Chuddamul Furqan für politische Angelegenheiten. Zuletzt war er auch Mitglied des Hohen Friedensrates und ein wichtiger Berater von Präsident Hamid Karzai.
Rahmani wurde auf der Fahrt zu einem Treffen mit Regierungsvertretern in Kabul von unbekannten Tätern erschossen. Bereits im September 2011 war der damalige Chef des Hohen Friedensrates, Burhānuddin Rabbāni, bei einem Selbstmordanschlag getötet worden.